# Thijs van Veen
Thijs Willem van Veen (Heerenveen, 18 maart 1920 – Zuidhorn, 8 september 2006) was een Nederlands journalist en (straf)rechtsgeleerde.
Hij was een zoon van Meine van Veen, die onder andere burgemeester van Enschede was. Hij studeerde rechten aan de Rijksuniversiteit Groningen tijdens de Tweede Wereldoorlog; omdat hij weigerde de loyaliteitsverklaring te ondertekenen deed hij dit niet in de collegebanken, maar illegaal. 
In 1948 begon hij zijn journalistieke carrière bij het dagblad Het Vrije Volk. Van deze krant was hij vanaf 1961 hoofdredacteur. Het Vrije Volk had destijds bijna vijftig regionale edities in het hele land en toen de directie deze in 1968 besloot weg te bezuinigen vertrok Van Veen.
Hetzelfde jaar werd hij hoogleraar strafrecht en strafprocesrecht aan zijn oude universiteit. Zijn bekendste wetenschappelijke werk was de serie Ons Strafrecht, die hij overnam van J.M. van Bemmelen. Ook annoteerde hij veel arresten van de Hoge Raad. Hij waarschuwde regelmatig tegen de groeiende overbelasting van de Nederlandse justitie.
Van Veen ging in 1987 met emeritaat, maar haalde in de tijd daarna nog geregeld de publiciteit met zijn opvattingen. Bijvoorbeeld ten tijde van de IRT-affaire, toen hij (tevergeefs) voorstelde de 'proactieve' opsporing van georganiseerde misdaad uit handen van de politie te halen en aan de Binnenlandse Veiligheidsdienst (BVD) over te laten.